# Sveriges idrottsminister
Idrottsminister benämns ofta det statsråd i Sveriges regering som ansvarar för idrottsfrågor och idrottspolitik.

## Sverige
Idrottsministern är ofta en kombinerad post, där ansvarigt statsråd har flera ansvarsområden. Dessutom har idrottsfrågorna flera gånger flyttats mellan olika departement, sedan ministertiteln formellt infördes 1986. I Sverige är Jakob Forssmed sedan den 18 oktober 2022 socialminister med ansvar för idrottsfrågor.
Lista över idrottsministrar i Sverige:
| Namn | Namn                    | Tillträdde       | Avgick           | Politiskt parti | Departement                                                         | Informell titel                                                           | Regering               |
| ---- | ----------------------- | ---------------- | ---------------- | --------------- | ------------------------------------------------------------------- | ------------------------------------------------------------------------- | ---------------------- |
|      | Ulf Lönnqvist           | 10 oktober 1986  | 4 oktober 1991   | S               | Jordbruksdepartementet (1986-1988) Bostadsdepartementet (1988-1991) | Idrotts-, turism- och ungdomsminister Bostads- och idrottsminister        | Carlsson I Carlsson II |
|      | Bo Lundgren             | 4 oktober 1991   | 7 oktober 1994   | M               | Finansdepartementet                                                 | Skatte- och idrottsminister                                               | Carl Bildt             |
|      | Marita Ulvskog          | 7 oktober 1994   | 22 mars 1996     | S               | Civildepartementet                                                  | Civil-, kyrko-, idrotts-, jämställdhets-, ungdoms-, och konsumentminister | Carlsson III           |
|      | Leif Blomberg           | 22 mars 1996     | 2 mars 1998      | S               | Civildepartementet Inrikesdepartementet                             | Integrations-, idrotts-, ungdoms-, och konsumentminister                  | Persson                |
|      | Lars Engqvist           | 2 mars 1998      | 7 oktober 1998   | S               | Inrikesdepartementet                                                | Integrations-, idrotts-, ungdoms-, och konsumentminister                  | Persson                |
|      | Ulrica Messing          | 7 oktober 1998   | 21 oktober 2000  | S               | Kulturdepartementet                                                 | Integrations-, idrotts-, och ungdomsminister                              | Persson                |
|      | Mona Sahlin             | 21 oktober 2000  | 21 oktober 2004  | S               | Justitiedepartementet                                               | Demokrati-, integrations-, jämställdhets- och idrottsminister             | Persson                |
|      | Bosse Ringholm          | 21 oktober 2004  | 6 oktober 2006   | S               | Statsrådsberedningen                                                | Vice statsminister och idrottsminister                                    | Persson                |
|      | Cecilia Stegö Chilò     | 6 oktober 2006   | 16 oktober 2006  | M               | Kulturdepartementet                                                 | Kultur- och idrottsminister                                               | Reinfeldt              |
|      | Lena Adelsohn Liljeroth | 24 oktober 2006  | 3 oktober 2014   | M               | Kulturdepartementet                                                 | Kultur- och idrottsminister                                               | Reinfeldt              |
|      | Gabriel Wikström        | 3 oktober 2014   | 27 juli 2017     | S               | Socialdepartementet                                                 | Folkhälso-, sjukvårds- och idrottsminister                                | Löfven I               |
|      | Annika Strandhäll       | 27 juli 2017     | 21 januari 2019  | S               | Socialdepartementet                                                 | Socialminister                                                            | Löfven I               |
|      | Amanda Lind             | 21 januari 2019  | 30 november 2021 | MP              | Kulturdepartementet                                                 | Kultur- och demokratiminister med ansvar för idrottsfrågorna              | Löfven II Löfven III   |
|      | Anders Ygeman           | 30 november 2021 | 18 oktober 2022  | S               | Justitiedepartementet                                               | Integrations-, migrations- och idrottsminister                            | Andersson              |
|      | Jakob Forssmed          | 18 oktober 2022  |                  | KD              | Socialdepartementet                                                 | Socialminister                                                            | Kristersson            |